# Kazimierz Bartoszyński
Kazimierz Bartoszyński (ur. 7 stycznia 1921 w Łańcucie, zm. 26 stycznia 2015) – polski profesor, teoretyk i historyk literatury.

## Życiorys
Od 1951 związany z Instytutem Badań Literackich PAN, a w latach 1962-1991 jego pracownik. Przez wiele lat członek Pracowni Poetyki Historycznej IBL. W latach 1975–1982 członek Komitetu Redakcyjnego Pamiętnika Literackiego.
Jako wykładowca pracował na Uniwersytecie im. Adama Mickiewicza w Poznaniu i Uniwersytecie Warszawskim. W latach 1969–1970 wykładowca Uniwersytetu Jagiellońskiego.

## Publikacje (wybrane)
- O powieściach Fryderyka Skarbka - 1963
- Teoria i interpretacja. Szkice literackie - 1985
- Powieść w świetle literackości. Szkice - 1991
- Kryzys czy trwanie powieści - 2004